# Diego Abella
Diego Abella Calleja (Córdoba, 22 ottobre 1998) è un calciatore messicano, attaccante del Jaguares.

## Caratteristiche tecniche
È un centravanti.

## Carriera
Cresciuto nel settore giovanile del Toluca, ha esordito in prima squadra il 19 agosto 2018 disputando l'incontro di Copa MX perso 2-0 contro il Club Tijuana.